# Alfauir
Alfauir és un municipi del País Valencià de la comarca de la Safor.

## Geografia
Situat a la vall del Vernissa, entre les serres d'Ador i Falconera. El petit terme d'escassos 6 km² de superfície el creua el riu Vernissa, afluent del Serpis, que diferencia molt bé dues parts: una al nord más plana i presidida pel monestir de Sant Jeroni, i al sud on trobem el nucli de població a les faldes de la serra d'Ador. Les principals altures de la qual són el Castells (305 m.), Cister (293 m.) i Carrero (223 m.).
Diversos barrancs creuen i drenen el territori, tots procedents de la serra d'Ador, com el barranc de la Daia que separa Alfauir de Ròtova (al nord), o el del Murtar o d'Alfauir que frega el poble per l'est.

### Límits
| Ròtova                      | Palma de Gandia |                      |
| Almiserà                    |                 | Ador Palma de Gandia |
| Castellonet de la Conquesta | Ador            | Ador                 |

### Accés
S'accedix a Alfauir per la CV-60, que transcorre a escassa distància del nucli urbà i el separa del de Ròtova. També creua el terme municipal l'antic Camí Reial de Xàtiva.

## Història
Té l'origen en un alqueria musulmana conquerida per Jaume I i donada, el 1249, a Pere de Vilaragut com a lloc depenent de Palma, annex del ducat de Gandia. Del segle xv al xvii hi exercia el senyoriu el monestir de Sant Jeroni de Cotalba.

## Demografia
| 1990 | 1992 | 1994 | 1996 | 1998 | 2000 | 2002 | 2004 | 2005 | 2007 | 2009 | 2011 | 2014 |
| ---- | ---- | ---- | ---- | ---- | ---- | ---- | ---- | ---- | ---- | ---- | ---- | ---- |
| 296  | 287  | 317  | 343  | 356  | 357  | 356  | 381  | 402  | 437  | 451  | 439  | 438  |

## Economia
Els cultius de secà estan dedicats al garrofer en la seva major part, també hi ha vinyes moscatell, oliveres i ametllers. El regadiu pren l'aigua del riu Vernissa, que en època de pluges les recull mitjançant un assut, i després es distribuïx per una séquia mare als termes de Ròtova i Alfauir. La major producció de regadiu són els tarongers, hortalisses i llegums. La part no conreada del terme està coberta de pins i matoll.
El sector nord del terme constituïx el territori de l'antic monestir de Sant Jeroni de Cotalba, que ocupa gairebé el 50 per cent de la superfície del terme municipal, constituint una sola finca de propietat particular. La resta està molt repartit, sent directament treballat pels seus propietaris.
Existix una mina de guix al terme municipal.

## Política i Govern

### Corporació municipal
El Ple de l'Ajuntament està format per 7 regidors. En les eleccions municipals de 25 de maig de 2023 foren elegits 3 regidors de Compromís, 2 regidors del Partit Socialista del País Valencià (PSPV-PSOE) i 2 del Partit Popular (PP).
| Eleccions municipals de 25 de maig de 2023 - Alfauir |                                          |                                     |                                     |      |          |          |
| Candidatura | Candidatura                              | Candidatura                         | Cap de llista                       | Vots | Vots     | Regidors |
| | Partit Socialista del País Valencià-PSOE |                                     | Marcos García Tudela                | 87   | 27.7%    | 2 (-3)   |
| | Partit Popular                           |                                     | Juan Vicente Garcia Estruch         | 92   | 29,29%   | 2 ()     |
| | Compromís Acord per Guanyar              |                                     | José Juan Bataller Rodríguez        | 131  | 41,71%   | 3 (+3)   |
| | Vots en blanc                            |                                     |                                     | 4    | 1,27%    |          |
| Total vots vàlids i regidors | Total vots vàlids i regidors             | Total vots vàlids i regidors        | Total vots vàlids i regidors        | 317  | 100 %    | 7        |
| | Vots nuls                                | Vots nuls                           | Vots nuls                           | 3    | 0,94%    |          |
| Participació (vots vàlids més nuls) | Participació (vots vàlids més nuls)      | Participació (vots vàlids més nuls) | Participació (vots vàlids més nuls) | 322  | 81,79%** |          |
| Abstenció | Abstenció                                | Abstenció                           | Abstenció                           | 69*  | 19,55%** |          |
| Total cens electoral | Total cens electoral                     | Total cens electoral                | Total cens electoral                | 353* | 100 %**  |          |
| Alcalde: José Juan Bataller Rodríguez (Compromís) (17/06/2023) |                                          |                                     |                                     |      |          |          |
| Fonts: https://www.elmundo.es/elecciones/elecciones-generales/resultado/comunidad-valenciana/valencia/alfauir.html (* No són vots sinó electors. ** Percentatge respecte del cens electoral.) |                                          |                                     |                                     |      |          |          |

### Alcaldes
| Període                       | Alcalde o alcaldessa         | Partit polític | Data de possessió | Observacions |
| ----------------------------- | ---------------------------- | -------------- | ----------------- | ------------ |
| 1979–1983                     | José Faus Balbastre          | AEAD           | 19/04/1979        | --           |
| 1983–1987                     | Simeón Crescencio Faus       | PSPV-PSOE      | 28/05/1983        | --           |
| 1987–1991                     | Josep Buigues i Fornés       | PSPV-PSOE      | 30/06/1987        | --           |
| 1991–1995                     | Josep Buigues i Fornés       | PSPV-PSOE      | 15/06/1991        | --           |
| 1995–1999                     | Josep Buigues i Fornés       | PSPV-PSOE      | 17/06/1995        | --           |
| 1999–2003                     | Teresa Burguera Balbastre    | PP             | 03/07/1999        | --           |
| 2003–2007                     | Providencia Martínez García  | PSPV-PSOE      | 14/06/2003        | --           |
| 2007–2011                     | Teresa Burguera Balbastre    | PP             | 16/06/2007        | --           |
| 2011–2015                     | Marcos García Tudela         | PSPV-PSOE      | 11/06/2011        | --           |
| 2015–2019                     | Marcos García Tudela         | PSPV-PSOE      | 13/06/2015        | --           |
| 2019-2023                     | Marcos García Tudela         | PSPV-PSOE      | 15/06/2019        | --           |
| Des de 2023                   | José Juan Bataller Rodríguez | Compromís      | 17/06/2023        | --           |
| Fonts: Generalitat Valenciana |                              |                |                   |              |

## Monuments

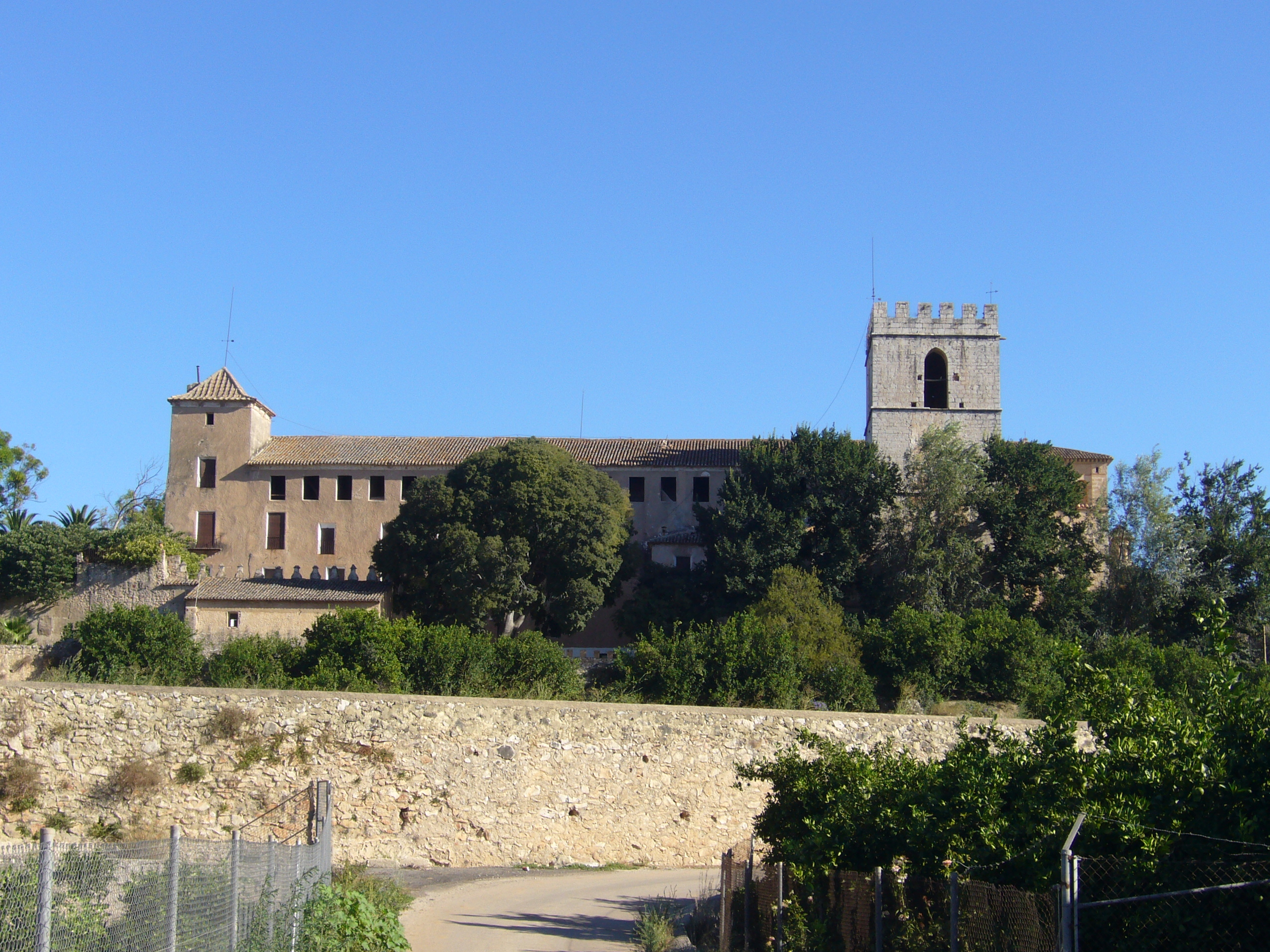
San Jeroni de Cotalba

- Monestir de Sant Jeroni de Cotalba fundat el 1388 sota el mecenatge de n'Alons d'Aragó, primer duc de Gandia; aixecat sobre les restes d'un caseriu musulmà, barreja de gòtic, mudèjar i renaixentista, ja que la seua edificació es va dilatar al llarg de tres segles. Fou exclaustrat el 1836 i venut a un particular. El seu estat de conservació és excel·lent i actualment, es pot visitar la major part del monument.
- Església Parroquial de la Mare de Déu del Roser de 1930 i restaurada en 1990.
- Castell de Palma, del segle xi, en estat ruïnós.
- Torre d'Alfauir, de planta rectangular i una alçada d'aproximadament tretze metres, construïda amb fàbrica de tàpia i morter de calç. La torre, encara que és l'original de defensa de l'alqueria islàmica prèvia a la Reconquesta, presenta un aspecte que es correspon més amb una construcció del s. XV, reformada al s. XVII, que probablement formaria part d'una residència senyorial.

## Festes i celebracions
Les Festes patronals es dediquen a la Mare de Déu del Roser i se celebren la darrera setmana d'agost i la primera de setembre, amb diferents activitats populars com campionats de raspall, revetlles i cercaviles, sense oblidar les de caràcter més religiós com les processons i misses.

## Fills il·lustres
- Salvador Cardona i Balbastre (Alfauir, 1901 - València, 1985) fou un ciclista guanyador d'una etapa al Tour de França. El 26 de febrer de 1954 es nacionalitzà francès.
- José Luis Peiró Reig, (Alfauir 1967) músic, compositor, director de bandes de música